# Belatriks
Gama Orionis ili Belatriks (drugi nazivi: γ Ori, γ Orionis) je treća najsjajnija zvezda u sazvežđu Orion a 27. najsjajnija zvezda na celom nebu. OD Zemlje je udaljena 252 svetlosne godine.
Gama Orionis se od 1963. godine koristi kao jedna od zvezda pomoću koje se određuju promenljive zvezde. Njena izmerena vizuelna magnituda tada je iznosila 1.64. Ali, 1988. godine kada je ova zvezda ponovo ispitana, ispostavilo se da je i ona sama po sebi promenljiva, i njena magnituda varirala je od 1.59 do 1.64 u toku vremena.
Nalazi se na koordinatama: 05h 25m 07.86325s po rektascenziji i +06° 20′ 58.9318″ po deklinaciji. Zbog svog sjaja i zgodnog položaja, ova zvezda se često koristi za orijentaciju na nebu i pronalaženje drugih objekata.

## Specifikacije
Belatriks je promenljiva zvezda. Masivnija je od Sunca 8 puta, 6 puta veća u radijusu i 6400 puta sjajnija. Temperatura na njenoj površini je takođe mnogo veća od Sunčeve i iznosi preko 22 000 K. Spada u spektralnu klasu B po Harvardskoj spektralnoj klasifikaciji. Na HR dijagramu nalazi se na glavnom nizu, kao i većina zvezda u svemiru.

## Ime
Reč Belatriks potiče iz latinskog i znači ratnica. U arapskoj kulturi ovu zvezdu zovu
المرزم što znači lav a u kineskoj kulturi zvezda se često naziva 参宿五 (Peta od tri zvezde). U mnogim kulturama Belatriks predtavlja svetu zvezdu ili boga. Ime "Belatriks" se često daje fikcionim likovima iz bajki i romana (kao u Hari Poteru, na primer) zbog svoje mističnosti i značenja.